# Henry Bejarano
Henry Alberto Bejarano Matarrita (Costa Rica, 1 de enero de 1978) es un exárbitro costarricense. Actual panelista del programa Tercer Tiempo de Opa Canal 38, con el periodista Rodolfo Masís. Fue internacional desde el 2011 hasta el 2021.

## Participaciones
Ha arbitrado en los siguientes torneos de clubes:
- Primera División de Costa Rica
- Segunda División de Costa Rica
- Torneo de Copa de Costa Rica
- Liga de Campeones de la Concacaf
- Liga Concacaf

### Torneos de selecciones
Ha arbitrado en los siguientes torneos de selecciones nacionales:
- Copa del Mundo Sub-17 Emiratos Árabes Unidos.
- Juegos Centroamericanos y del Caribe de 2014
- Copa del Caribe de 2014
- Campeonato Sub-20 de la Concacaf de 2015
- Copa de Oro de la Concacaf 2015
- Final de CONCACHAMPIONS 2015.
- Copa Mundial de Fútbol Sub-20 de 2015
- Campeonato Sub-20 de la Concacaf de 2017
- Copa de Oro de la Concacaf 2017
- Clasificación de Concacaf para la Copa Mundial de 2018
- Campeonato Sub-20 de la Concacaf de 2018
- Campeonato Sub-17 de la Concacaf de 2019
- Copa de Oro de la Concacaf 2019
- Liga de Naciones de la Concacaf 2019-20
- Clasificación de Concacaf para la Copa Mundial de 2022